# Festival di Sanremo 2014
Il sessantaquattresimo Festival di Sanremo si è svolto al teatro Ariston di Sanremo dal 18 al 22 febbraio 2014 con la conduzione, per il secondo anno consecutivo, di Fabio Fazio e Luciana Littizzetto.
Come nell'edizione precedente, la direzione artistica è stata curata dallo stesso Fazio, la direzione musicale e dell'orchestra è stata affidata a Mauro Pagani e la regia è stata curata per la quarta volta da Duccio Forzano dopo le esperienze del 2010, 2011 e 2013. La scenografia è stata disegnata da Emanuela Trixie Zitkowsky.
Vi hanno partecipato 22 artisti con 36 brani divisi in due sezioni: Campioni (composta da 14 artisti noti) e Nuove proposte (composta da 8 artisti emergenti).
La vincitrice dell'evento nella sezione Campioni è stata Arisa (già vincitrice della sezione Nuove proposte nel 2009) con il brano Controvento, mentre nella sezione Nuove proposte ha vinto Rocco Hunt con la canzone Nu juorno buono, primo brano hip hop ad aggiudicarsi l'evento. Il Premio della Critica "Mia Martini" è stato vinto da Cristiano De André con Invisibili per la categoria Campioni e da Zibba con Senza di te per la categoria Nuove proposte.
Per la prima e finora unica volta da quando l'Italia è tornata a parteciparvi, il rappresentante nazionale per l'Eurovision Song Contest non è stato scelto tra gli artisti in gara al Festival di Sanremo, ma si è ricorso a una selezione interna effettuata direttamente dalla Rai tramite un'apposita commissione: la scelta è ricaduta sulla cantante Emma, la quale ha quindi partecipato alla cinquantanovesima edizione del concorso tenutasi a Copenaghen, in Danimarca.
Quest'edizione, televisivamente parlando, pur mantenendo la stessa struttura della precedente, si è rivelata un "flop": con il 39,26% di share, infatti risulta essere la terza edizione meno vista di sempre dopo quelle del 2008 e del 2004, anche se, a differenza di queste due, non è stata battuta negli ascolti da nessun altro programma. Va precisato però che quest'edizione, basandosi invece sul totale di telespettatori, ne perde 213000 rispetto al 2004. La serata finale è stata addirittura la meno vista di sempre tra tutte le serate finali da quando il Festival è rilevato dalle misurazioni Auditel.

## Conduzione
Sulla scia del successo dell'edizione 2013, a maggio dello stesso anno sono iniziate le trattative fra la Rai, Fabio Fazio e Luciana Littizzetto per una loro riconferma alla conduzione del Festival. Il 21 settembre Fazio ha confermato la sua presenza come conduttore in un'intervista con il quotidiano Il Messaggero, seguito qualche giorno più tardi da quella dell'attrice comica torinese.

## Direzione artistica e autori
Per il secondo anno consecutivo, Fabio Fazio ha assunto anche il ruolo di direttore artistico della manifestazione canora, così come Mauro Pagani ha vestito nuovamente i panni del direttore musicale del Festival e direttore della Sanremo Festival Orchestra. La Direzione Artistica della sessantaquattresima edizione del Festival al completo è formata da Fabio Fazio, Claudio Fasulo, Pietro Galeotti, Massimo Martelli, Mauro Pagani, Francesco Piccolo, Stefano Senardi e Michele Serra, i quali, a eccezione di Pagani, sono stati anche gli autori di quest'edizione. Gli autori di Luciana Littizzetto sono stati Antonio Bergero, Marco Presta e Beppe Tosco.

## Partecipanti

### SezioneCampioni
Il cast della sezione Campioni è stato composto dalla Direzione artistica con la collaborazione del direttore musicale.
Il 18 dicembre 2013, Fazio ha annunciato i nomi dei 14 artisti in gara nella sezione Campioni in diretta nel corso dell'edizione serale del TG1, alla presenza del giornalista Vincenzo Mollica. Circa le scelte artistiche, il conduttore ha affermato di aver scelto un cast contemporaneo e non televisivo.
| Interprete                              | Ultime partecipazioni al Festival   |
| --------------------------------------- | ----------------------------------- |
| Antonella Ruggiero                      | 2007                                |
| Arisa                                   | 2012                                |
| Cristiano De André                      | 2003                                |
| Francesco Renga                         | 2012                                |
| Francesco Sarcina                       | 2005 (come membro de Le Vibrazioni) |
| Frankie hi-nrg mc                       | 2008                                |
| Giuliano Palma                          | Esordiente                          |
| Giusy Ferreri                           | 2011                                |
| Noemi                                   | 2012                                |
| Perturbazione                           | Esordienti                          |
| Raphael Gualazzi & The Bloody Beetroots | 2013 ed Esordienti                  |
| Renzo Rubino                            | 2013 (nella sezione Giovani)        |
| Riccardo Sinigallia                     | 2000 (nella sezione Nuove proposte) |
| Ron                                     | 2006                                |

### SezioneNuove proposte
6 delle 8 Nuove proposte sono state scelte attraverso l'omonima selezione. A differenza delle precedenti edizioni, il limite massimo d'età consentito per la partecipazione alla sezione cadetta è passato da 33 a 36 anni non ancora compiuti. Gli artisti intenzionati a partecipare hanno proposto il proprio brano tramite le rispettive etichette discografiche entro il 31 ottobre 2013. La Commissione musicale, presieduta da Mauro Pagani e formata da Claudio Fasulo, Andrea Guerra, Massimo Martelli e Stefano Senardi, ha in seguito selezionato 60 finalisti, i quali sono stati convocati a Roma il 6 dicembre per sostenere un'audizione dal vivo di fronte alla medesima giuria. I nomi dei sei vincitori sono stati comunicati il 13 dicembre: essi sono Diodato, Filippo Graziani, Rocco Hunt, The Niro, Veronica De Simone e Zibba.
Gli altri due artisti provengono dal concorso parallelo Area Sanremo, che da quest'edizione in poi non ha più previsto la suddivisione nelle due sezioni SanremoLab e SanremoDoc. I candidati infatti sono stati giudicati da un'unica commissione valutatrice formata da Dargen D'Amico, Omar Pedrini e Ron, che ne ha selezionati 40. Il 10 e 11 dicembre 2013 tale giuria, alla quale si è aggiunta anche Andrea Mirò, ha riascoltato a porte chiuse i finalisti e ha scelto gli otto vincitori, ovvero Antonio Pirozzi, Bianca, Giulia Saguatti, Lavinia Desideri, le gemelle Angela e Marianna Fontana, NaElia, Stefano Gelmini e Vadim. Il giorno seguente la commissione della Rai ha riascoltato i brani dal vivo e ha infine scelto Bianca e Vadim.
| Interprete         | Ultime partecipazioni al Festival |
| ------------------ | --------------------------------- |
| Bianca             | Esordiente                        |
| Diodato            | Esordiente                        |
| Filippo Graziani   | Esordiente                        |
| Rocco Hunt         | Esordiente                        |
| The Niro           | Esordiente                        |
| Vadim              | Esordiente                        |
| Veronica De Simone | Esordiente                        |
| Zibba              | Esordiente                        |

## Classifica finale

### SezioneCampioni
| Posizione | Artista                                 | Brano                           | Autori                                                                   |
| --------- | --------------------------------------- | ------------------------------- | ------------------------------------------------------------------------ |
| 1º        | Arisa                                   | Controvento                     | G. Anastasi                                                              |
| 2º        | Raphael Gualazzi & The Bloody Beetroots | Liberi o no                     | R. Gualazzi, B. Cornelius Rifo                                           |
| 3º        | Renzo Rubino                            | Ora                             | R. Rubino, A. Rodini                                                     |
| 4º        | Francesco Renga                         | Vivendo adesso                  | E. Toffoli                                                               |
| 5º        | Noemi                                   | Bagnati dal sole                | Noemi, C. Ailin, R. Frenneaux                                            |
| 6º        | Perturbazione                           | L'unica                         | T. Cerasuolo, C. Lo Mele, A. Baracco, E. Diana, G. Giancursi, R. Lo Mele |
| 7º        | Cristiano De André                      | Il cielo è vuoto                | D. Mancino, D. Faini, C. De André                                        |
| 8º        | Frankie hi-nrg mc                       | Pedala                          | F. Di Gesù, C. Galbignani, L. Beccafichi                                 |
| 9º        | Giusy Ferreri                           | Ti porto a cena con me          | R. Casalino, D. Faini                                                    |
| 10º       | Francesco Sarcina                       | Nel tuo sorriso                 | F. Sarcina                                                               |
| 11º       | Giuliano Palma                          | Così lontano                    | N. Zilli, M. Ciappelli, A. Flora                                         |
| 12º       | Antonella Ruggiero                      | Da lontano                      | A. Ruggiero, A. Graziano, R. Colombo, A. Rossi                           |
| 13º       | Ron                                     | Sing in the rain                | Ron, M. Del Forno                                                        |
| Escluso   | Riccardo Sinigallia                     | Prima di andare via             | F. Gatti, R. Sinigallia                                                  |
| NF        | Francesco Renga                         | A un isolato da te              | R. Casalino                                                              |
| NF        | Francesco Sarcina                       | In questa città                 | F. Sarcina                                                               |
| NF        | Cristiano De André                      | Invisibili                      | F. Ferraboschi, C. De André                                              |
| NF        | Giusy Ferreri                           | L'amore possiede il bene        | R. Casalino, N. Verrienti                                                |
| NF        | Perturbazione                           | L'Italia vista dal bar          | T. Cerasuolo, G. Giancursi, A. Baracco, E. Diana, C. Lo Mele, R. Lo Mele |
| NF        | Arisa                                   | Lentamente (Il primo che passa) | C. Donà, R. Pippa, S. Lanza                                              |
| NF        | Renzo Rubino                            | Per sempre e poi basta          | R. Rubino, A. Rodini                                                     |
| NF        | Antonella Ruggiero                      | Quando balliamo                 | A. Ruggiero, S. Lenzi, R. Colombo                                        |
| NF        | Raphael Gualazzi & The Bloody Beetroots | Tanto ci sei                    | G. Sangiorgi, R. Gualazzi, B. Cornelius Rifo                             |
| NF        | Giuliano Palma                          | Un bacio crudele                | C. Valli, G. Palma, F. Merigo                                            |
| NF        | Noemi                                   | Un uomo è un albero             | Noemi, D. Mancino, D. Faini                                              |
| NF        | Frankie hi-nrg mc                       | Un uomo è vivo                  | F. Di Gesù, C. Galbignani, L. Beccafichi                                 |
| NF        | Ron                                     | Un abbraccio unico              | Ron                                                                      |
| NF        | Riccardo Sinigallia                     | Una rigenerazione               | F. Gatti, R. Sinigallia                                                  |

Nota bene: le canzoni non finaliste (NF) della sezione Campioni sono elencate in ordine alfabetico.

### SezioneNuove proposte
| Posizione | Interprete         | Canzone            | Autori                               |
| --------- | ------------------ | ------------------ | ------------------------------------ |
| 1º        | Rocco Hunt         | Nu juorno buono    | R. Pagliarulo, A. Merli, F. Clemente |
| 2º        | Diodato            | Babilonia          | Diodato                              |
| 3º        | Zibba              | Senza di te        | Zibba, A. Balestrieri                |
| 4º        | The Niro           | 1969               | D. Combusti                          |
| NF (E3)   | Veronica De Simone | Nuvole che passano | P. Cantarelli                        |
| NF (E3)   | Vadim              | La modernità       | V. Valenti                           |
| NF (E2)   | Filippo Graziani   | Le cose belle      | F. Graziani                          |
| NF (E2)   | Bianca             | Saprai             | A. Gaydou                            |

## Regolamento e serate
Il regolamento del Festival è rimasto sostanzialmente uguale rispetto alla precedente edizione. Nel corso delle prime due serate i 14 Campioni hanno proposto due brani, dei quali è stato decretato quello che avrebbe gareggiato per la vittoria finale. Tutti i 14 Campioni hanno avuto accesso alla finale di sabato. Come di consueto, la gara delle Nuove proposte si è svolta nell'arco della seconda, terza e quarta serata.
Attraverso i tre sistemi di votazione, ovvero televoto, Giuria della Sala Stampa e Giuria di Qualità, si è arrivati alla proclamazione delle canzoni vincitrici nelle sezioni Campioni e Nuove proposte.

### Prima serata
Nel corso della prima serata si sono esibiti 7 dei 14 Campioni in gara con due brani ciascuno, eseguiti consecutivamente. Le canzoni sono state votate dal pubblico a casa tramite televoto e dalla Giuria della Sala stampa. I due distinti risultati percentualizzati hanno pesato entrambi per il 50% nella selezione della canzone rimasta in competizione.
Inoltre sono stati presentati gli otto artisti in gara nella sezione Nuove proposte.
La prima serata è iniziata con due imprevisti: il primo è stato l'inceppamento del sipario, che non si è sollevato del tutto poco prima dell'ingresso di Fazio sul palco; poco dopo si è assistito al tentato suicidio da parte di due uomini disoccupati, i quali hanno minacciato di gettarsi sulla platea qualora il conduttore non avesse letto una lettera da loro scritta.

#### Campioni
| Ordine di uscita | Artista                                 | Brano                           | Televoto (50%) | Sala Stampa (50%) | Totale |
| ---------------- | --------------------------------------- | ------------------------------- | -------------- | ----------------- | ------ |
| 1                | Arisa                                   | Lentamente (Il primo che passa) | 44,46%         | 28,30%            | 36,38% |
| 1                | Arisa                                   | Controvento                     | 55,54%         | 71,70%            | 63,62% |
| 2                | Frankie hi-nrg mc                       | Un uomo è vivo                  | 26,27%         | 25,00%            | 25,64% |
| 2                | Frankie hi-nrg mc                       | Pedala                          | 73,73%         | 75,00%            | 74,37% |
| 3                | Antonella Ruggiero                      | Quando balliamo                 | 39,13%         | 25,47%            | 32,30% |
| 3                | Antonella Ruggiero                      | Da lontano                      | 60,87%         | 74,53%            | 67,70% |
| 4                | Raphael Gualazzi & The Bloody Beetroots | Tanto ci sei                    | 52,21%         | 22,52%            | 37,37% |
| 4                | Raphael Gualazzi & The Bloody Beetroots | Liberi o no                     | 47,79%         | 77,48%            | 62,73% |
| 5                | Cristiano De André                      | Invisibili                      | 40,15%         | 54,55%            | 47,35% |
| 5                | Cristiano De André                      | Il cielo è vuoto                | 59,01%         | 45,45%            | 52,65% |
| 6                | Perturbazione                           | L'unica                         | 70,79%         | 77,00%            | 73,90% |
| 6                | Perturbazione                           | L'Italia vista dal bar          | 29,21%         | 23,00%            | 26,10% |
| 7                | Giusy Ferreri                           | L'amore possiede il bene        | 40,97%         | 44,76%            | 42,87% |
| 7                | Giusy Ferreri                           | Ti porto a cena con me          | 59,03%         | 55,24%            | 57,13% |

Proclamatori
- Tito Stagno per proclamare Controvento di Arisa
- Tania Cagnotto e Francesca Dallapé per proclamare Pedala di Frankie hi-nrg mc
- Amaurys Pérez per proclamare Da lontano di Antonella Ruggiero
- Luigi Naldini per proclamare Liberi o no di Raphael Gualazzi e The Bloody Beetroots
- Cristiana Capotondi per proclamare Il cielo è vuoto di Cristiano De André
- Massimo Gramellini per proclamare L'unica dei Perturbazione
- Marco Bocci per proclamare Ti porto a cena con me di Giusy Ferreri

Ospiti
- Luciano Ligabue: Crêuza de mä (con Mauro Pagani)[32]
- Laetitia Casta: Meraviglioso e Silvano (con Fabio Fazio)[33]
- Paolo Jannacci: omaggio a Enzo Jannacci[28]
- Raffaella Carrà: Fun Fun Fun, Cha cha ciao e Fatalità (con picco di share alle 23:20)[34][35]
- Cat Stevens: Peace Train, All You Need Is Love e Father and Son[28][36]

### Seconda serata
Nel corso della seconda serata si sono esibiti i restanti 7 dei 14 Campioni in gara con due brani ciascuno, eseguiti consecutivamente. Le canzoni sono state votate dal pubblico a casa tramite televoto e dalla Giuria della Sala stampa. I due distinti risultati percentualizzati hanno pesato entrambi per il 50% nella selezione della canzone rimasta in competizione.
Inoltre si sono esibiti i primi 4 artisti della sezione Nuove proposte. Le canzoni sono state votate dal pubblico a casa tramite il televoto e dalla Giuria della Sala Stampa. I due distinti risultati percentualizzati hanno pesato entrambi per il 50% nella realizzazione della graduatoria combinata. I due artisti più votati hanno avuto accesso alla finale di venerdì.
Campioni
| Ordine di uscita | Artista             | Brano                  | Televoto (50%) | Sala Stampa (50%) | Totale |
| ---------------- | ------------------- | ---------------------- | -------------- | ----------------- | ------ |
| 1                | Francesco Renga     | A un isolato da te     | 45,49%         | 41,67%            | 43,58% |
| 1                | Francesco Renga     | Vivendo adesso         | 54,51%         | 58,33%            | 56,42% |
| 2                | Giuliano Palma      | Così lontano           | 69,25%         | 47,24%            | 58,25% |
| 2                | Giuliano Palma      | Un bacio crudele       | 30,75%         | 52,76%            | 41,75% |
| 3                | Noemi               | Un uomo è un albero    | 48,31%         | 19,83%            | 34,07% |
| 3                | Noemi               | Bagnati dal sole       | 51,69%         | 80,17%            | 65,93% |
| 4                | Renzo Rubino        | Ora                    | 49,23%         | 57,02%            | 53,13% |
| 4                | Renzo Rubino        | Per sempre e poi basta | 50,77%         | 42,98%            | 46,87% |
| 5                | Ron                 | Un abbraccio unico     | 49,95%         | 36,67%            | 43,31% |
| 5                | Ron                 | Sing in the Rain       | 50,05%         | 63,33%            | 56,69% |
| 6                | Riccardo Sinigallia | Prima di andare via    | 82,78%         | 58,12%            | 70,45% |
| 6                | Riccardo Sinigallia | Una rigenerazione      | 17,22%         | 41,88%            | 29,55% |
| 7                | Francesco Sarcina   | Nel tuo sorriso        | 84,54%         | 57,14%            | 70,84% |
| 7                | Francesco Sarcina   | In questa città        | 15,46%         | 42,86%            | 29,16% |

Proclamatori
- Gemelle Kessler per proclamare Vivendo adesso di Francesco Renga
- Armin Zoeggeler per proclamare Così lontano di Giuliano Palma
- Cristiana Collu per proclamare Bagnati dal sole di Noemi
- Kasia Smutniak per proclamare Ora di Renzo Rubino
- Gian Antonio Stella per proclamare Sing in the rain di Ron
- Veronica Angeloni per proclamare Prima di andare via di Riccardo Sinigallia
- Clemente Russo per proclamare Nel tuo sorriso di Francesco Sarcina

#### Nuove proposte
- Eliminato

| Ordine di uscita | Artista          | Brano         | Televoto (50%) | Televoto (50%) | Sala Stampa (50%) | Sala Stampa (50%) | Totale | Totale      |
| Ordine di uscita | Artista          | Brano         | %              | Graduatoria    | %                 | Graduatoria       | %      | Graduatoria |
| ---------------- | ---------------- | ------------- | -------------- | -------------- | ----------------- | ----------------- | ------ | ----------- |
| 1                | Diodato          | Babilonia     | 30,52%         | 1              | 28,70%            | 2                 | 29,60% | 2           |
| 2                | Filippo Graziani | Le cose belle | 30,30%         | 2              | 26,52%            | 3                 | 28,41% | 3           |
| 3                | Bianca           | Saprai        | 13,09%         | 4              | 10,00%            | 4                 | 11,55% | 4           |
| 4                | Zibba            | Senza di te   | 26,09%         | 3              | 34,78%            | 1                 | 30,44% | 1           |

Ospiti
- Claudio Baglioni: medley Questo piccolo grande amore / E tu... / Strada facendo / Avrai / Mille giorni di te e di me e Con voi
- Claudio Santamaria: lettura di una lettera di Alberto Manzi
- Gemelle Kessler: Quelli belli come noi
- Franca Valeri: monologo sulle madri
- Rufus Wainwright: Cigarettes and Chocolate Milk e Across the Universe

### Terza serata
Nel corso della terza serata si sono esibiti tutti i 14 Campioni, i quali hanno interpretato le 14 canzoni rimaste in competizione con votazione del pubblico da casa attraverso il televoto. In base ai voti ricevuti nella serata è stata stilata una graduatoria provvisoria dei 14 artisti che ha poi pesato per il 25% nella determinazione della graduatoria finale.
Inoltre, si sono esibiti i restanti 4 artisti della sezione Nuove proposte. Le canzoni sono state votate dal pubblico a casa tramite il televoto e dalla Giuria della Sala Stampa. I due distinti risultati percentualizzati hanno pesato entrambi per il 50% nella realizzazione della graduatoria combinata. I due artisti più votati hanno avuto accesso alla finale di venerdì assieme ai due già selezionati nella seconda serata.

#### Campioni
| Ordine di uscita | Artista                                 | Brano                  | Televoto (25%) | Televoto (25%) |
| Ordine di uscita | Artista                                 | Brano                  | %              | Graduatoria    |
| ---------------- | --------------------------------------- | ---------------------- | -------------- | -------------- |
| 1                | Renzo Rubino                            | Ora                    | 9,49%          | 3              |
| 2                | Giusy Ferreri                           | Ti porto a cena con me | 6,67%          | 7              |
| 3                | Frankie hi-nrg mc                       | Pedala                 | 4,33%          | 13             |
| 4                | Raphael Gualazzi & The Bloody Beetroots | Liberi o no            | 8,62%          | 5              |
| 5                | Cristiano De André                      | Il cielo è vuoto       | 7,97%          | 6              |
| 6                | Francesco Sarcina                       | Nel tuo sorriso        | 4,88%          | 10             |
| 7                | Perturbazione                           | L'unica                | 9,27%          | 4              |
| 8                | Francesco Renga                         | Vivendo adesso         | 16,15%         | 1              |
| 9                | Riccardo Sinigallia                     | Prima di andare via    | -              | -              |
| 10               | Noemi                                   | Bagnati dal sole       | 5,31%          | 9              |
| 11               | Antonella Ruggiero                      | Da lontano             | 6,17%          | 8              |
| 12               | Arisa                                   | Controvento            | 11,87%         | 2              |
| 13               | Ron                                     | Sing in the rain       | 4,46%          | 12             |
| 14               | Giuliano Palma                          | Così lontano           | 4,81%          | 11             |

#### Nuove proposte
- Eliminato

| Ordine di uscita | Artista            | Brano              | Televoto (50%) | Televoto (50%) | Sala Stampa (50%) | Sala Stampa (50%) | Totale | Totale      |
| Ordine di uscita | Artista            | Brano              | %              | Graduatoria    | %                 | Graduatoria       | %      | Graduatoria |
| ---------------- | ------------------ | ------------------ | -------------- | -------------- | ----------------- | ----------------- | ------ | ----------- |
| 1                | Rocco Hunt         | Nu juorno buono    | 88,13%         | 1              | 37,38%            | 1                 | 62,76% | 1           |
| 2                | Veronica De Simone | Nuvole che passano | 6,38%          | 2              | 22,43%            | 3                 | 14,40% | 3           |
| 3                | The Niro           | 1969               | 3,69%          | 3              | 26,64%            | 2                 | 15,16% | 2           |
| 4                | Vadim              | La modernità       | 1,80%          | 4              | 13,55%            | 4                 | 7,68%  | 4           |

Ospiti
- Orchestra del Teatro La Fenice di Venezia diretta da Diego Matheuz - Ouverture de Le nozze di Figaro[50]
- Dergin Tokmak[51]
- Flavio Caroli: lettura delle lettere scritte da Vincent van Gogh al fratello Theo[52]
- Shai Fishman and the A cappella All Stars (cantanti a cappella): flash mob in diretta[53]
- Renzo Arbore e L'Orchestra Italiana: Ma la notte no, Reginella e Comme facette mammeta[54]
- Luca Parmitano[55]
- Damien Rice: Cannonball e The Blower's Daughter[56]

Altre esibizioni
- Luciana Littizzetto: monologo sulla bellezza[57]

### Quarta serata
La quarta serata, intitolata Sanremo Club, è stata una serata evento in cui i 14 Campioni hanno eseguito, senza votazioni, alcune delle più importanti canzoni della musica d'autore italiana. I cantanti potevano essere accompagnati, se lo desideravano, da altri artisti italiani o internazionali.
Inoltre, si sono esibiti i 4 artisti finalisti della sezione Nuove proposte. Le canzoni sono state votate dal pubblico a casa tramite il televoto e dalla Giuria di Qualità presente in sala. I due distinti risultati percentualizzati hanno pesato entrambi per il 50% nella realizzazione della classifica finale. La canzone più votata è stata proclamata vincitrice della sezione Nuove proposte. Infine, sono stati assegnati il Premio della Critica "Mia Martini" e il Premio Sala Stampa Radio-TV-Web "Lucio Dalla" per la sezione Nuove proposte.
Riccardo Sinigallia è stato squalificato perché, nelle ore precedenti la serata, si è scoperto tramite un video che il brano Prima di andare via era già stato eseguito in pubblico dal vivo, risultando quindi non nuovo come da regolamento, sicché l'organizzazione del Festival ha proceduto con l'esclusione ufficiale del cantante dalla gara. Sinigallia ha potuto comunque esibirsi fuori gara nel corso delle serate rimanenti.
Nel corso della serata, il conduttore Fabio Fazio ha annunciato in diretta al pubblico la morte del cantante Francesco Di Giacomo, voce solista del gruppo Banco del Mutuo Soccorso.

#### Campioni-Sanremo Club
| Ordine di uscita | Artista                                 | Ospite/i                        | Brano                                                                           | Interprete/i originario/i | Anno |
| ---------------- | --------------------------------------- | ------------------------------- | ------------------------------------------------------------------------------- | ------------------------- | ---- |
| 1                | Perturbazione                           | Violante Placido                | La donna cannone (F. De Gregori)                                                | Francesco De Gregori      | 1983 |
| 2                | Francesco Sarcina                       | Riccardo Scamarcio              | Diavolo in me (A. Fornaciari)                                                   | Zucchero                  | 1989 |
| 3                | Frankie hi-nrg mc                       | Fiorella Mannoia                | Boogie (P. Conte)                                                               | Paolo Conte               | 1981 |
| 4                | Noemi                                   | Nessuno                         | La costruzione di un amore (I. Fossati)                                         | Ivano Fossati             | 1978 |
| 5                | Francesco Renga                         | Kekko Silvestre                 | Un giorno credi (E. Bennato, P. Trampetti)                                      | Edoardo Bennato           | 1973 |
| 6                | Ron                                     | Maurizio Pica                   | Cara (L. Dalla)                                                                 | Lucio Dalla               | 1980 |
| 7                | Arisa                                   | WhoMadeWho                      | Cuccurucucù (F. Battiato, G. Pio)                                               | Franco Battiato           | 1981 |
| 8                | Raphael Gualazzi & The Bloody Beetroots | Tommy Lee                       | Nel blu dipinto di blu (F. Migliacci, D. Modugno)                               | Domenico Modugno          | 1958 |
| 9                | Cristiano De André                      | Nessuno                         | Verranno a chiederti del nostro amore (G. Bentivoglio, F. De André, N. Piovani) | Fabrizio De André         | 1973 |
| 10               | Renzo Rubino                            | Simona Molinari                 | Non arrossire (G. Gaberščik, M. Monticelli, D. Pennati, G. Rapetti Mogol)       | Giorgio Gaber             | 1961 |
| 11               | Giusy Ferreri                           | Alessandro Haber e Alessio Boni | Il mare d'inverno (E. Ruggeri)                                                  | Loredana Bertè            | 1983 |
| 12               | Antonella Ruggiero                      | DigiEnsamble Berlin             | Una miniera (V. De Scalzi)                                                      | New Trolls                | 1969 |
| 13               | Giuliano Palma                          | Giuliano Palma Orchestra        | I Say I' Sto Ccà (G. Daniele)                                                   | Pino Daniele              | 1980 |

Altre esibizioni
- Riccardo Sinigallia con Paola Turci, Marina Rei e Laura Arzilli: Ho visto anche degli zingari felici di Claudio Lolli (1976)[62]

#### Nuove proposte- Finale
- Vincitore

| Ordine di uscita | Artista    | Brano           | Televoto (50%) | Televoto (50%) | Giuria di Qualità (50%) | Giuria di Qualità (50%) | Totale | Totale            |
| Ordine di uscita | Artista    | Brano           | %              | Graduatoria    | %                       | Graduatoria             | Totale | Totale            |
| Ordine di uscita | Artista    | Brano           | %              | Graduatoria    | %                       | Graduatoria             | %      | Classifica finale |
| ---------------- | ---------- | --------------- | -------------- | -------------- | ----------------------- | ----------------------- | ------ | ----------------- |
| 1                | Diodato    | Babilonia       | 11,24%         | 2              | 47,00%                  | 1                       | 29,12% | 2                 |
| 2                | Zibba      | Senza di te     | 10,69%         | 3              | 20,00%                  | 3                       | 15,35% | 3                 |
| 3                | Rocco Hunt | Nu juorno buono | 75,03%         | 1              | 11,00%                  | 4                       | 43,01% | 1                 |
| 4                | The Niro   | 1969            | 3,04%          | 4              | 22,00%                  | 2                       | 12,52% | 4                 |

Ospiti
- Marco Mengoni: Io che amo solo te
- Mago Silvan [62]
- Gino Paoli con Danilo Rea: Vedrai, vedrai / Il nostro concerto (Ovunque sei) e Il cielo in una stanza
- Luca Zingaretti: monologo sulla bellezza tratto dalle parole di Peppino Impastato
- Enrico Brignano: omaggio ad Aldo Fabrizi
- Paolo Nutini: Caruso, Candy e Scream (Fuck my life up)

### Quinta serata - Finale
Sono state eseguite le 13 canzoni dei Campioni, le quali sono state votate dal pubblico a casa tramite il televoto con peso del 25% e dalla Giuria di Qualità presente in sala con peso del 50%. Complessivamente, il voto delle due giurie ha pesato per il 50% nella realizzazione della classifica finale.
Gli artisti alle prime tre posizioni della graduatoria combinata sono stati ammessi alla seconda fase della finale, durante la quale hanno eseguito nuovamente le loro canzoni. I voti precedentemente accumulati sono stati azzerati e si è proceduto ad un'ulteriore votazione del pubblico da casa tramite il televoto e della Giuria di Qualità, entrambi con un peso sempre del 50%. La canzone più votata è stata proclamata vincitrice della sezione Campioni. Infine, sono stati assegnati il Premio della Critica "Mia Martini" e il Premio Sala Stampa Radio-TV-Web "Lucio Dalla" per la sezione Campioni.

#### Campioni- Finale - 1ª parte
- Ammesso alla finale a tre

| Ordine di uscita | Artista                                 | Brano                  | Televoto 3ª serata (25%) | Televoto 3ª serata (25%) | Televoto 5ª serata (25%) | Televoto 5ª serata (25%) | Giuria di Qualità (50%) | Giuria di Qualità (50%) | Totale | Totale            |
| Ordine di uscita | Artista                                 | Brano                  | %                        | Graduatoria              | %                        | Graduatoria              | %                       | Graduatoria             | %      | Classifica finale |
| ---------------- | --------------------------------------- | ---------------------- | ------------------------ | ------------------------ | ------------------------ | ------------------------ | ----------------------- | ----------------------- | ------ | ----------------- |
| 1                | Giuliano Palma                          | Così lontano           | 4,81%                    | 11                       | 5,71%                    | 8                        | 1,00%                   | 11                      | 3,13%  | 11                |
| 2                | Noemi                                   | Bagnati dal sole       | 5,31%                    | 9                        | 8,31%                    | 3                        | 11,00%                  | 4                       | 8,90%  | 5                 |
| 3                | Ron                                     | Sing in the rain       | 4,46%                    | 12                       | 3,68%                    | 12                       | 1,00%                   | 11                      | 2,53%  | 13                |
| 4                | Arisa                                   | Controvento            | 11,87%                   | 2                        | 18,91%                   | 1                        | 24,00%                  | 1                       | 19,70% | 1                 |
| 5                | Francesco Sarcina                       | Nel tuo sorriso        | 4,88%                    | 10                       | 5,31%                    | 9                        | 1,50%                   | 9                       | 3,30%  | 10                |
| 6                | Perturbazione                           | L'unica                | 9,27%                    | 4                        | 7,20%                    | 4                        | 8,50%                   | 5                       | 8,37%  | 6                 |
| 7                | Giusy Ferreri                           | Ti porto a cena con me | 6,67%                    | 7                        | 4,33%                    | 10                       | 1,50%                   | 9                       | 3,50%  | 9                 |
| 8                | Francesco Renga                         | Vivendo adesso         | 16,15%                   | 1                        | 18,27%                   | 2                        | 6,00%                   | 6                       | 11,61% | 4                 |
| 9                | Renzo Rubino                            | Ora                    | 9,49%                    | 3                        | 7,15%                    | 5                        | 19,50%                  | 2                       | 13,91% | 2                 |
| 10               | Antonella Ruggiero                      | Da lontano             | 6,17%                    | 8                        | 4,10%                    | 11                       | 0,50%                   | 13                      | 2,82%  | 12                |
| 11               | Raphael Gualazzi & The Bloody Beetroots | Liberi o no            | 8,62%                    | 5                        | 6,79%                    | 7                        | 17,50%                  | 3                       | 12,60% | 3                 |
| 12               | Cristiano De André                      | Il cielo è vuoto       | 7,97%                    | 6                        | 7,03%                    | 6                        | 4,00%                   | 7                       | 5,75%  | 7                 |
| 13               | Frankie hi-nrg mc                       | Pedala                 | 4,33%                    | 13                       | 3,21%                    | 13                       | 4,00%                   | 7                       | 3,88%  | 8                 |

Fuori gara
- Riccardo Sinigallia - Prima di andare via[66]

#### Campioni- Finale a tre
| Ordine di uscita | Artista                                 | Brano       | Televoto (50%) | Televoto (50%) | Giuria di Qualità (50%) | Giuria di Qualità (50%) | Totale | Totale            |
| Ordine di uscita | Artista                                 | Brano       | %              | Graduatoria    | %                       | Graduatoria             | Totale | Totale            |
| Ordine di uscita | Artista                                 | Brano       | %              | Graduatoria    | %                       | Graduatoria             | %      | Classifica finale |
| ---------------- | --------------------------------------- | ----------- | -------------- | -------------- | ----------------------- | ----------------------- | ------ | ----------------- |
| 1                | Renzo Rubino                            | Ora         | 19,51%         | 3              | 28,33%                  | 3                       | 23,92% | 3                 |
| 2                | Raphael Gualazzi & The Bloody Beetroots | Liberi o no | 22,93%         | 2              | 30,00%                  | 2                       | 26,47% | 2                 |
| 3                | Arisa                                   | Controvento | 57,56%         | 1              | 41,67%                  | 1                       | 49,61% | 1                 |

Ospiti
- Terence Hill[67]
- Maurizio Crozza: monologo sull'attualità ed esecuzione di Anghelina, il catalogo è questo (riscrittura di Madamina, il catalogo è questo tratto dal Don Giovanni di Mozart)[68]
- Luciano Ligabue: Certe notti / Il giorno di dolore che uno ha / Il sale della terra e Per sempre
- Pif
- Claudia Cardinale
- Stromae: Formidable

## Premi

### SezioneCampioni
- Vincitore 64º Festival di Sanremo sezione Campioni: Arisa con Controvento[25]
- Podio - secondo classificato 64º Festival di Sanremo sezione Campioni: Raphael Gualazzi e The Bloody Beetroots con Liberi o no[25]
- Podio - terzo classificato 64º Festival di Sanremo sezione Campioni: Renzo Rubino con Ora[25]
- Premio della Critica "Mia Martini" sezione Campioni: Cristiano De André con Invisibili[25]
- Premio Sala Stampa Radio-TV-Web "Lucio Dalla" sezione Campioni: Perturbazione con L'unica[25]
- Premio "Sergio Bardotti" per il miglior testo: Cristiano De André con Invisibili[69]
- Premio per il miglior arrangiamento: Renzo Rubino con Per sempre e poi basta[70]

### SezioneNuove proposte
- Vincitore 64º Festival di Sanremo sezione Nuove proposte: Rocco Hunt con Nu juorno buono[25]
- Premio Emanuele Luzzati: Rocco Hunt con Nu juorno buono
- Podio - secondo classificato 64º Festival di Sanremo sezione Nuove proposte: Diodato con Babilonia[25]
- Podio - terzo classificato 64º Festival di Sanremo sezione Nuove proposte: Zibba con Senza di te[25]
- Premio della Critica "Mia Martini" sezione Nuove proposte: Zibba con Senza di te[25]
- Premio Sala Stampa Radio-TV-Web "Lucio Dalla" sezione Nuove proposte: Zibba con Senza di te[25]
- Premio Assomusica per la migliore esibizione live: Rocco Hunt con Nu juorno buono[71]

### Altri premi
- Premio alla carriera "Città di Sanremo": Renzo Arbore

Per la sessantaquattresima edizione del Festival, la storica rivista TV Sorrisi e Canzoni ha deciso di riprendere il suo celebre premio, il Telegatto, e assegnarlo all'artista più menzionato sul social network Twitter durante le cinque serate. Il premio è poi andato alla cantante Noemi.

## Orchestra
Per il secondo anno consecutivo La Sanremo Festival Orchestra è stata diretta dal maestro Mauro Pagani. Durante le esibizioni dei cantanti è stata diretta dai maestri:
- Stefano Barzan per Frankie hi-nrg mc[73]
- Pietro Cantarelli per Veronica De Simone
- Roberto Colombo per Antonella Ruggiero
- Vittorio Cosma per Ron e Riccardo Sinigallia[74]
- Rodrigo D'Erasmo per Diodato
- Alex Gaydou per Bianca
- Saverio Lanza per Arisa[75]
- Enrico Melozzi per Noemi[76]
- Andrea Mirò per i Perturbazione e Zibba[77]
- Daniele Parziani per Raphael Gualazzi e The Bloody Beetroots
- Roberto Procaccini per The Niro
- Andrea Rodini per Renzo Rubino
- Davide Rossi per Cristiano De André
- Roberto Rossi per Rocco Hunt
- Peppe Vessicchio per Giusy Ferreri, Francesco Renga, Francesco Sarcina, Giuliano Palma, Filippo Graziani e Vadim

## Scenografia
La scenografia di questa edizione, progettata da Emanuela Trixie Zitkowsky, è stata concepita come un inno in chiave moderna alla classicità e all'eleganza degli antichi teatri lirici italiani. Il palcoscenico, più ampio e profondo degli anni passati (spazio recuperato sottraendo alcune file di poltrone alla platea), è stato trasformato in un palazzo del Settecento, «un salone che ha vissuto il suo splendore passato ma il tempo e l’incuria sono stati i suoi peggiori nemici». Tale struttura declina il concetto di bellezza, tema centrale di questa edizione del Festival; inoltre, si presta ad essere una metafora del Paese, in quanto il palazzo è solo apparentemente abbandonato: in esso «ancora abitano armonia, eleganza e ricordi di fasti lontani». La scenografia è anche un ideale omaggio alla pellicola La grande bellezza di Paolo Sorrentino. Al centro della scena è posta la tradizionale scalinata d'ingresso, la quale però viene utilizzata solo per l'ingresso degli ospiti e per alcune performance; con un meccanismo elettronico infatti, i gradini spariscono aprendosi verso le quinte, permettendo così una più agevole entrata dei cantanti. Il pavimento è caratterizzato da un motivo marmoreo a scacchi bianchi e neri. Anche quest'anno l'orchestra non è stata collocata nel golfo mistico, bensì sul palco; suddivisa per strumenti, è stata disposta in balconate sul fondale. Infine, si possono notare, sul lato sinistro, un'altra scalinata a chiocciola (non utilizzabile) e, a destra, una balconata con vista privilegiata su palco e platea (utilizzata come spazio tecnico).
La scenografia di quest'edizione ha scatenato ancor più polemiche rispetto all'anno precedente per vari motivi, ad esempio i colori spenti e le luci che rendevano il palco tetro, ma soprattutto la disposizione dell'orchestra, che non rendeva bene come sfondo per le inquadrature dei conduttori e che rendeva difficoltosa la direzione dei musicisti. Persino Maurizio Costanzo fece una considerazione al riguardo durante un collegamento a Domenica in: «Raramente ho visto una scenografia più buia e più brutta».

## Giurie

### Televoto
È il mezzo attraverso cui il pubblico da casa ha potuto esprimere le sue preferenze.
Nel corso delle prime due serate, Il televoto e il voto della Giuria della Sala Stampa, entrambi con peso del 50%, hanno determinato quali canzoni dei Campioni avrebbero gareggiato per la vittoria finale; solo per questa fase iniziale della gara è stata aperta una sessione singola di televoto per ognuno dei 14 Campioni, ovvero una breve sessione attiva durante l'esecuzione del secondo brano in cui è stato possibile votare per la canzone preferita (in tutte le altre serate si è trattato di sessioni uniche). Il medesimo sistema misto 50% televoto e 50% Giuria della Sala Stampa è stato applicato anche per le due semifinali delle Nuove proposte della seconda e terza serata. Per i Campioni, le graduatorie del televoto della terza serata e della finale hanno pesato per il 25% sulla classifica finale, di modo che esso influisse complessivamente per il 50% sull'esito della gara, proprio come il voto della Giuria di Qualità. Infine, il televoto e la Giuria di Qualità, entrambi con peso del 50%, hanno determinato il vincitore della sezione Nuove proposte nel corso della quarta serata.

### Giuria della Sala Stampa
La Giuria della Sala Stampa è composta dai giornalisti accreditati presso la Sala stampa Roof Ariston e la Sala stampa Radio-TV-Web "Lucio Dalla" aventi diritto di voto.
Nel corso delle prime due serate, Il televoto e il voto della Giuria della Sala Stampa, entrambi con peso del 50%, hanno determinato quali canzoni dei Campioni avrebbero gareggiato per la vittoria finale. Inoltre, il medesimo sistema misto di votazione è stato applicato per le due semifinali delle Nuove proposte della seconda e terza serata. Ogni giornalista ha espresso le proprie preferenze secondo le seguenti regole:
- Campioni
  - 1ª e 2ª serata: una preferenza singola da attribuire ad uno dei due brani di ogni artista;
- Nuove proposte
  - 2ª e 3ª serata: due preferenze da attribuire a due artisti diversi.

#### Sala Stampa Ariston Roof
La Sala Stampa Ariston Roof è situata all'interno del Teatro Ariston e riunisce i rappresentanti delle testate accreditate fra agenzie giornalistiche, quotidiani, periodici, web, giornali radio, tg e rubriche televisive, nonché testate giornalistiche e radiotv straniere. A maggioranza dei votanti ha attribuito il Premio della Critica "Mia Martini" per entrambe le sezioni.

#### Sala Stampa Radio-TV-Web "Lucio Dalla"
La Sala Stampa Radio-TV-Web "Lucio Dalla" è situata presso il Palafiori di Sanremo e riunisce i rappresentanti delle principali emittenti radiofoniche e televisive private, come giornalisti, conduttori e tecnici. A maggioranza dei votanti ha attribuito il Premio Sala Stampa Radio-TV-Web "Lucio Dalla" per entrambe le sezioni.

### Giuria di Qualità
La Giuria di Qualità è composta da 10 personaggi ed esperti di chiara fama e riconosciuta professionalità, individuati nel mondo della musica, dello spettacolo e della cultura.
La Giuria di Qualità e il televoto, entrambi con peso del 50%, hanno determinato il vincitore dei Nuove proposte durante la quarta serata e dei Campioni durante la serata finale. Ogni giurato ha espresso le proprie preferenze attraverso l'impiego di alcuni gettoni. Il numero di gettoni e le restrizioni sono variate a seconda della sessione di voto:
- Campioni
  - Finale, 1ª parte: 20 gettoni, tutti da distribuire, per un massimo di 10 gettoni su uno stesso artista e con l’obbligo di votarne almeno tre;
  - Finale, 2ª parte: 6 gettoni, da distribuire nella seguente modalità: tre sul preferito, due sul secondo e uno sul terzo.
- Nuove proposte
  - 4a serata: 10 gettoni, tutti da distribuire, per un massimo di 5 gettoni su uno stesso artista e con l’obbligo di votarne almeno due.

Inoltre, la Giuria di Qualità ha attribuito il Premio "Sergio Bardotti" per il miglior testo.
La Giuria di Qualità della sessantaquattresima edizione del Festival è stata composta da:
- Paolo Virzì - presidente (regista, sceneggiatore e produttore cinematografico)
- Silvia Avallone (scrittrice)
- Paolo Jannacci (cantautore e musicista)
- Piero Maranghi (imprenditore e direttore televisivo)
- Aldo Nove (scrittore)
- Lucia Ocone (comica e attrice)
- Silvio Orlando (attore)
- Giorgia Surina (conduttrice radiofonica e televisiva)
- Rocco Tanica (tastierista, comico e presentatore)
- Anna Tifu (violinista)

### Orchestra
A maggioranza dei votanti i musicisti della Sanremo Festival Orchestra hanno attribuito il Premio per il miglior arrangiamento.

### Ex aequo
In caso di ex aequo tra le due canzoni di un partecipante della sezione Campioni nella graduatoria stilata con sistema di voto misto televoto con (50%) e Giuria della Sala Stampa (50%), dopo 4 cifre decimali, si è fatto riferimento alla preferenza espressa dall’artista stesso. In caso di ex aequo tra due canzoni della sezione Nuove proposte in una graduatoria stilata con sistema di voto misto con televoto (50%) e Giuria della Sala Stampa (50%), dopo 4 cifre decimali, si è fatto riferimento alla preferenza espressa dalla Giuria della Sala Stampa. In caso di ex aequo tra due canzoni di entrambe le sezioni in una graduatoria stilata con sistema di voto misto con televoto (50%) e Giuria di Qualità (50%), dopo 4 cifre decimali, si è fatto riferimento alla preferenza espressa dalla Giuria di Qualità.

## Sanremo & Sanromolo
Tutte le serate del Festival sono state precedute da anteprime curate da Pif, trasmesse su Rai 1 dalle 20:35 alle 20:45 e denominate Sanremo & Sanromolo.

## DopoFestival
Dopo sei anni di assenza, è ritornato il DopoFestival (reso graficamente in #DopoFestival, in riferimento agli hashtag del social network Twitter), svoltosi al Palafiori. Il programma è stato condotto da Filippo Solibello e Marco Ardemagni (conduttori di Caterpillar AM su Rai Radio 2) e trasmesso esclusivamente in streaming sul sito e sull'app ufficiale Rai.tv.

## Controversie
- All'inizio della prima serata del Festival, mentre Fabio Fazio stava presentando la kermesse, due operai, appartenenti al consorzio di bacino delle province di Napoli e Caserta, si sono arrampicati sulle transenne all'interno dell'Ariston minacciando di suicidarsi. Il conduttore ha cercato di intavolare una trattativa con gli operai, i quali brandivano una lettera nella quale spiegavano le loro ragioni; pertanto, hanno chiesto a Fazio di leggerla pubblicamente. Alla fine, dopo molte insistenze, gli aspiranti suicidi sono stati fatti scendere e Fazio, rispettando la promessa, ha letto il messaggio dei lavoratori, nel quale essi denunciavano la mancanza di strategie per riavviare la loro azienda e chiedendo al governo di intervenire.[30][29][88]
- Nella giornata che ha preceduto la quarta serata si è velocemente diffuso in rete un video risalente a giugno 2013 in cui Riccardo Sinigallia esegue dal vivo il suo brano Prima di andare via davanti al pubblico di un evento di beneficenza a Cremona. Più tardi si è scoperto che la canzone era stata eseguita anche a Perugia nel gennaio dello stesso anno.[89] Il brano è dunque risultato essere non "nuovo" come da regolamento, poiché era già stato fruito da un pubblico.[6] Di conseguenza, nel tardo pomeriggio l'organizzazione del Festival ha proceduto con l'esclusione ufficiale del cantante dalla gara.[59][90] Sinigallia, che ha deciso di non presentare ricorso entro le 24 ore previste dal regolamento,[60] ha potuto comunque esibirsi fuori gara nel corso delle serate rimanenti. In seguito alla sua esclusione, i voti del televoto raccolti nella serata di giovedì sono stati ripercentualizzati.[25]

## Ascolti
Risultati di ascolto delle varie serate, secondo rilevazioni Auditel.

### Festival di Sanremo 2014
| Messa in onda      | I parte            | I parte            | II parte           | II parte           | Media ponderata | Media ponderata |
| Messa in onda      | Telespettatori     | Share              | Telespettatori     | Share              | Telespettatori  | Share           |
| ------------------ | ------------------ | ------------------ | ------------------ | ------------------ | --------------- | --------------- |
| 18 febbraio 2014   | 12 466 000         | 45,77%             | 5 680 000          | 47,14%             | 10 938 000      | 45,93%          |
| 19 febbraio 2014   | 8 926 000          | 33,52%             | 3 784 000          | 37,59%             | 7 711 000       | 33,95%          |
| 20 febbraio 2014   | 8 936 000          | 34,36%             | 4 017 000          | 39,14%             | 7 673 000       | 34,94%          |
| 21 febbraio 2014   | 9 432 000          | 36,97%             | 4 915 000          | 43,96%             | 8 188 000       | 37,97%          |
| 22 febbraio 2014   | 10 415 000         | 41,10%             | 7 044 000          | 53,56%             | 9 348 000       | 43,51%          |
| Media delle serate | Media delle serate | Media delle serate | Media delle serate | Media delle serate | 8 772 000       | 39,26%          |

Il picco di share è stato al momento della proclamazione del vincitore, con il 67,49%

### Sanremo & Sanromolo
| Messa in onda    | Telespettatori | Share  |
| ---------------- | -------------- | ------ |
| 18 febbraio 2014 | 8.557.000      | 29,16% |
| 19 febbraio 2014 | 7.164.000      | 24,44% |
| 20 febbraio 2014 | 6.130.000      | 21,51% |
| 21 febbraio 2014 | 6.533.000      | 23,66% |
| 22 febbraio 2014 | 7.359.000      | 27,99% |
| Media            | 7.148.000      | 25,35% |

## Trasmissione
| Nazione                  | Rete         |
| ------------------------ | ------------ |
| Italia                   | Rai 1        |
| Italia                   | Rai HD       |
| Italia                   | Rai Radio 2  |
| Italia (resto del mondo) | Rai Italia   |
| Albania                  | TVSH 2       |
| Bosnia ed Erzegovina     | BHRT         |
| Romania                  | TVR 2        |
| Svizzera                 | RSI Rete Tre |

La serata finale del Festival è anche stata trasmessa in replica su Rai Premium.

## Classifiche

### Classifica passaggi radio
Top 10 delle sole canzoni sanremesi nella settimana successiva al Festival.
| Posizione | Artista                                 | Canzone                |
| --------- | --------------------------------------- | ---------------------- |
| 1         | Francesco Renga                         | Vivendo adesso         |
| 2         | Raphael Gualazzi & The Bloody Beetroots | Liberi o no            |
| 3         | Arisa                                   | Controvento            |
| 4         | Giusy Ferreri                           | Ti porto a cena con me |
| 5         | Noemi                                   | Bagnati dal sole       |
| 6         | Frankie hi-nrg mc                       | Pedala                 |
| 7         | Perturbazione                           | L'unica                |
| 8         | Francesco Sarcina                       | Nel tuo sorriso        |
| 9         | Giuliano Palma                          | Così lontano           |
| 10        | Renzo Rubino                            | Ora                    |

### Singoli
| Artista                                 | Canzone                | Italia (Massima posizione raggiunta) | Italia (Certificazioni vendite FIMI) |
| --------------------------------------- | ---------------------- | ------------------------------------ | ------------------------------------ |
| Arisa                                   | Controvento            | 1                                    | Platino                              |
| Francesco Renga                         | Vivendo adesso         | 4                                    | Platino                              |
| Rocco Hunt                              | Nu juorno buono        | 5                                    | Platino                              |
| Noemi                                   | Bagnati dal sole       | 8                                    | Oro                                  |
| Giusy Ferreri                           | Ti porto a cena con me | 14                                   | —                                    |
| Raphael Gualazzi & The Bloody Beetroots | Liberi o no            | 20                                   | —                                    |
| Perturbazione                           | L'unica                | 24                                   | —                                    |
| Zibba                                   | Senza di te            | 28                                   | —                                    |
| Renzo Rubino                            | Ora                    | 30                                   | —                                    |
| Frankie hi-nrg mc                       | Pedala                 | 32                                   | —                                    |
| Giuliano Palma                          | Così lontano           | 43                                   | —                                    |
| Cristiano De André                      | Il cielo è vuoto       | 46                                   | —                                    |
| Francesco Sarcina                       | Nel tuo sorriso        | 47                                   | —                                    |

### Album
| Artista             | Album                        | Italia (Massima posizione raggiunta) | Italia (Certificazioni vendite FIMI) |
| ------------------- | ---------------------------- | ------------------------------------ | ------------------------------------ |
| Francesco Renga     | Tempo reale                  | 1                                    | Platino                              |
| Rocco Hunt          | 'A verità                    | 1                                    | Platino                              |
| Noemi               | Made in London               | 2                                    | —                                    |
| Arisa               | Se vedo te                   | 3                                    | —                                    |
| Giusy Ferreri       | L'attesa                     | 4                                    | —                                    |
| Francesco Sarcina   | Io                           | 16                                   | —                                    |
| Renzo Rubino        | Secondo Rubino               | 17                                   | —                                    |
| Antonella Ruggiero  | L'impossibile è certo        | 18                                   | —                                    |
| Giuliano Palma      | Old Boy                      | 20                                   | —                                    |
| Zibba               | Senza pensare all'estate     | 24                                   | —                                    |
| Riccardo Sinigallia | Per tutti                    | 28                                   | —                                    |
| Cristiano De André  | Come in cielo così in guerra | 30                                   | —                                    |
| Frankie hi-nrg mc   | Essere umani                 | 30                                   | —                                    |
| Ron                 | Un abbraccio unico           | 37                                   | —                                    |
| Perturbazione       | Musica X                     | 40                                   | —                                    |
| The Niro            | 1969                         | 71                                   | —                                    |

### Compilation
- Sanremo 2014

La compilation contiene tutti i brani presentati alla manifestazione, a parte i brani non finalisti.

## Eurovision Song Contest

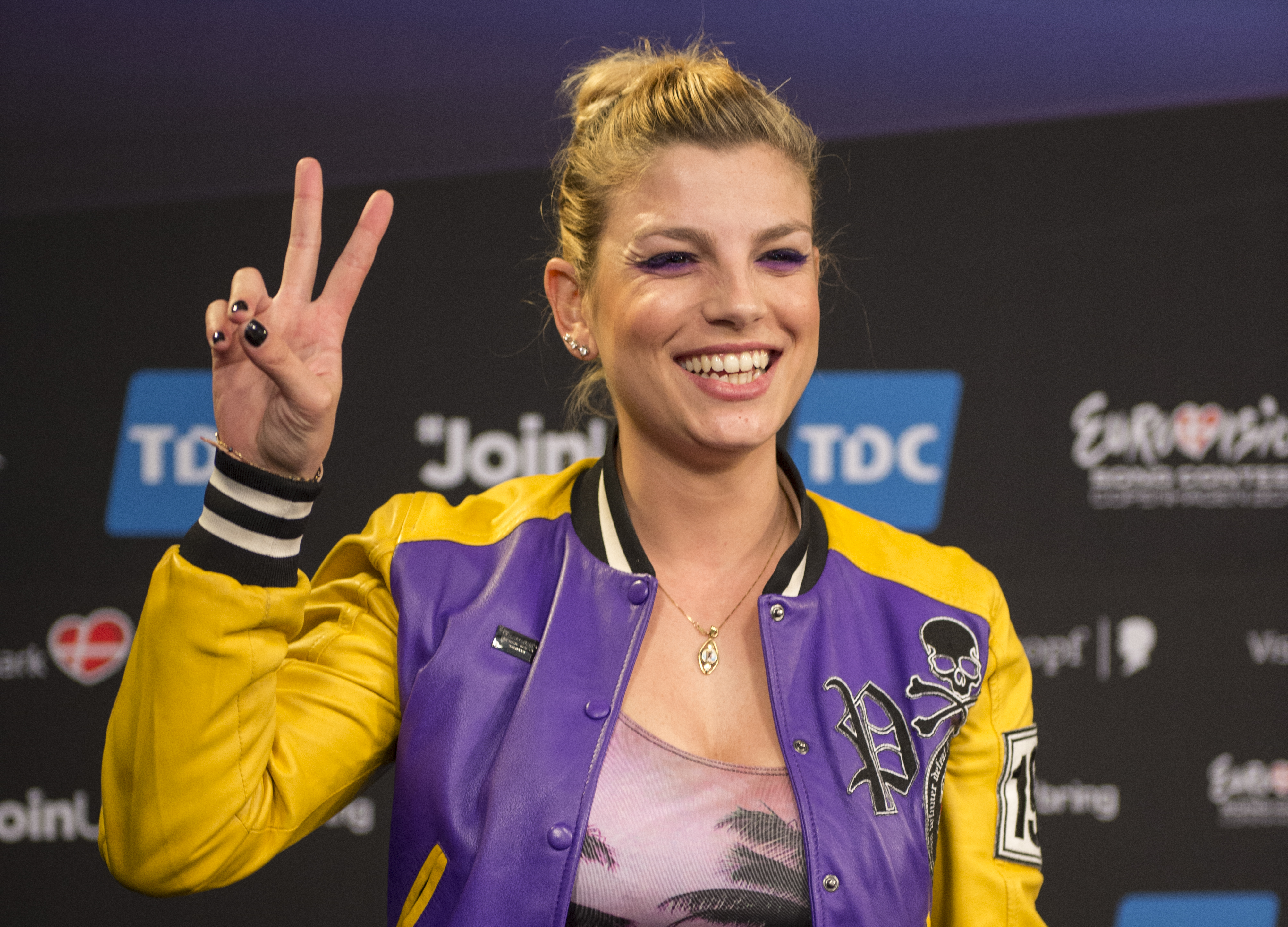
Emma durante un'intervista all'Eurovision Song Contest 2014 a Copenaghen, in Danimarca.

La sessantaquattresima edizione del Festival è stata l'unica, da quando l'Italia è tornata a parteciparvi nel 2011, a non determinare il rappresentante del Paese all'Eurovision Song Contest. La Rai ha infatti optato per una selezione interna, scegliendo la cantante Emma. L'artista salentina ha dunque rappresentato l'Italia all'Eurovision Song Contest 2014 con una versione ridotta del suo brano La mia città. Considerato che l'Italia è membro delle cosiddette Big Five, la cantante si è automaticamente qualificata per la finale.
Il 10 maggio 2014 Emma si è esibita alla B&W-Hallerne di Copenaghen, in Danimarca, per la finale dell'evento in onda in Eurovisione, concludendo la serata con un ventunesimo posto e 33 punti. L'edizione è stata vinta dall'Austria rappresentata dalla drag queen Conchita Wurst e il suo brano Rise like a Phoenix.

## Curiosità
- Per la seconda volta consecutiva, il primo artista chiamato ad esibirsi nella prima serata, in questo caso Arisa, è risultato essere il vincitore nella sezione Campioni. Analogamente l'anno precedente, Marco Mengoni, il primo cantante a comparire sempre nella prima serata, vinse poi la manifestazione.
- L'intero podio è costituito da artisti che in passato hanno partecipato alla sezione Giovani del Festival di Sanremo; Arisa vinse nel 2009, Raphael Gualazzi vinse nel 2011 e Renzo Rubino fu terzo nel 2013. Inoltre, tutti e tre furono insigniti del Premio della Critica Mia Martini.
- Fra tutti i brani selezionati nel corso delle prime due serate, Pedala di Frankie hi-nrg mc è quello che è stato maggiormente preferito rispetto all'altro in gara: ha ottenuto il 74,37% dei voti combinati, mentre Un uomo è vivo solo il 25,64%. Contestualmente, la canzone selezionata per Cristiano De André è quella che ha vinto con il minor scarto di voti combinati sull'altro: 52,65% per Il cielo è vuoto e 47,35% per Invisibili.[25]
  - Circa il televoto, il brano maggiormente preferito rispetto all'altro in abbinamento è stato Nel tuo sorriso di Francesco Sarcina: ben 84,54% dei voti contro il 15,46% de In questa città.[25]
  - Circa il voto della Giuria della Sala Stampa, il brano maggiormente preferito rispetto all'altro in abbinamento è stato Bagnati dal sole di Noemi: 80,17% dei voti contro il 19,83% di Un uomo è un albero.[25]
- Durante la terza serata alcune persone del pubblico hanno interrotto l'intervento di Flavio Caroli, protestando contro Fazio e dicendo che avrebbero preferito assistere ad altre esibizioni musicali piuttosto che alla lezione del noto critico d'arte. Queste persone sono state in seguito allontanate dal pubblico. Dopo l'accaduto Fazio ha tenuto a specificare che non era altro che una messinscena organizzata da lui stesso e dai suoi autori, con riferimento all'inconveniente di due sere prima, e che quelli non erano veri manifestanti, ma semplicemente attori ingaggiati per l'occasione.
- La Gialappa's Band ha trovato il modo di farsi sentire anche in questo Festival. Il trio ha voluto rendere omaggio al cantautore Franco Califano, scomparso l'anno precedente, facendo pronunciare agli artisti in gara alcune parti del titolo del celebre brano Tutto il resto è noia prima o dopo le loro esibizioni durante la quarta serata. Gli artisti che hanno preso parte al gioco sono stati Noemi ("tutto"), Kekko Silvestre ("tutto il resto"), Giuliano Palma ("noia") e Giusy Ferreri ("è").